# Црвени и анархо скинси
Црвени и анархо скинси (ен. Red and Anarchist Skinheads, скраћено РАШ) је покрет лево оријентисане радничке класе, скинхеда антифашиста, углавном анархиста и социјалиста. 
РАШ је званично формиран 1. јануара 1993. године од стране чланова "Мејдеј кру", лево оријентисане групе скинхеда и панкера стационираних у Њујорку, а то је био резултат унутрашње борбе унутар ШАРПОВАЦА Њујорка око убиства хомосекусалног мушкарца од стране антирасистичких, но ипак десничарских, скинхеда. Убрзо су се групе левих скинхеда формирале по целом свету.
Неки од циљева црвених и анархо скинхеда су:
- Да се уништи мит у медијима и јавности да су сви скинхеди расисти
- Наставити традицију „праве“ скинхед поткултуре (нпр. у музици - Ои!, ска, реге, соул, панк, хардкор итд.)
- Направити простор за левичарске идеје у скинхед култури.